# 涧边草
涧边草（学名：Peltoboykinia tellimoides）为虎耳草科涧边草属下的一个种。